# Gyaro Co
Gyaro Co (kinesiska: Jiaruo Cuo, 甲若错) är en sjö i Kina. Den ligger i den autonoma regionen Tibet, i den sydvästra delen av landet, omkring 520 kilometer nordväst om regionhuvudstaden Lhasa. Omgivningarna runt Gyaro Co är i huvudsak ett öppet busklandskap.
Genomsnittlig årsnederbörd är 433 millimeter. Den regnigaste månaden är augusti, med i genomsnitt 122 mm nederbörd, och den torraste är december, med 4 mm nederbörd.